# The Shyft Group

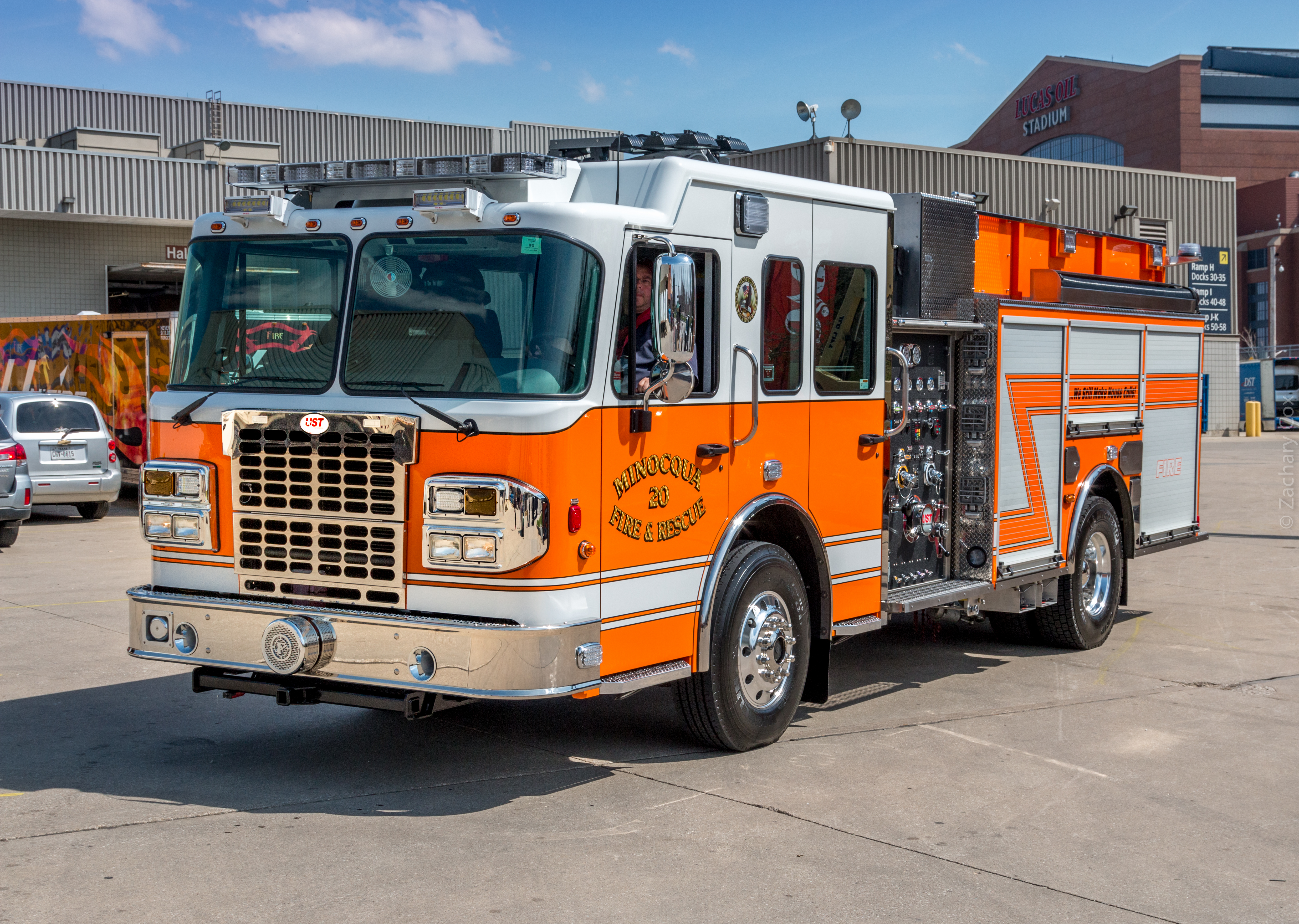
Spartan Metro Star

The Shyft Group (ehemals Spartan Motors, Inc.) ist ein US-amerikanischer Fahrzeughersteller mit Sitz in Charlotte, Michigan. 
Zu den Produkten gehören neben Feuerwehrfahrzeugen auch Fahrgestelle für Schulbusse, Wohnmobile und Sonderfahrzeuge; ferner Militärfahrzeuge und Pakettransporter. Das 1975 gegründete Unternehmen begann mit der Herstellung von Fahrgestellen für Feuerwehrfahrzeuge. 1985 kam die Herstellung von Wohnmobil-Fahrgestellen hinzu und 2005 die Endmontage von Militärfahrzeugen. 2016 beschäftigte Spartan Motors rund 2.200 Mitarbeiter und erzielte einen Umsatz von rund 591.000.000 US-Dollar.
Im Februar 2020 verkaufte Spartan Motors seine Feuerwehrfahrzeugsparte Spartan Emergency Response Vehicles (mit der 2017 übernommenen Smeal Fire Apparatus Company) an die REV Group.
Am 1. Juni 2020 nannte sich die Firma in The Shyft Group um.
Im Oktober 2020 übernahm die Shyft Group den Aluminiumaufbautenhersteller F3 MFG Inc. aus Maine, New York mit seinen Marken DuraMag und Magnum.